# Medalha de Serviço da Guerra da Coreia
A Medalha de Serviço da Guerra da Coreia ( KWSM, em coreano:  6.25사변종군기장   , lit.  ""June 25th Incident Participation Medal"" "Medalha de Participação no Incidente de 25 de Junho" ' ), também conhecida como Medalha do Serviço de Guerra da República da Coreia ( ROKWSM ), é uma condecoração militar da Coreia do Sul que foi autorizada pela primeira vez em dezembro de 1950.

## História

### 6.25 Medalha de Participação em Incidentes
Originalmente e tecnicamente conhecida como Medalha de Participação no Incidente 6.25 (decreto presidencial nº 390; 6.25 significa 25 de junho de 1950, data do início da invasão norte-coreana na Coreia do Sul. ), a medalha colorida e esmaltada de 5 pontas A versão estrela da Medalha do Serviço de Guerra da Coreia foi autorizada pela primeira vez às tropas sul-coreanas que participaram dos contra-ataques iniciais contra a agressão norte-coreana em junho de 1950.
Em 15 de setembro de 1951, o presidente Syngman Rhee referiu-se e autorizou o comandante-chefe do Comando das Nações Unidas a conferir a condecoração da "Medalha da Guerra da Coreia" e "Fita da Guerra da Coreia" ("Medalha de Serviço da Guerra da Coreia"), "para os bravos e valentes membros do Comando das Nações Unidas que estiveram, e estão agora, combatendo o agressor comunista na Coréia."

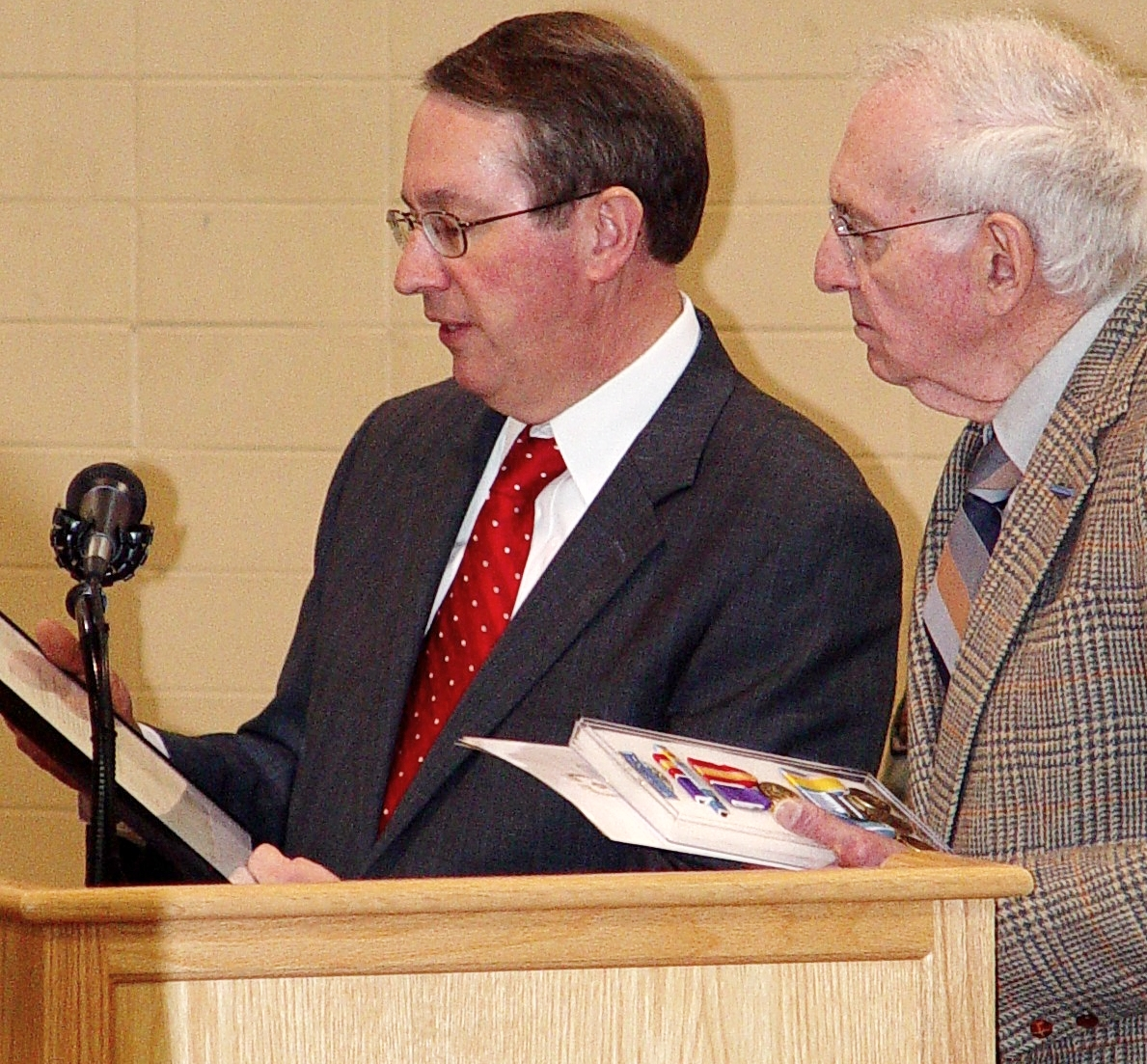
O congressista dos EUA Bob Goodlatte (à esquerda) concede um ROKWSM e outras honrarias a um veterano da Guerra da Coréia em 2009.